# Brunellia
Die Brunellia sind die einzige Pflanzengattung der Familie der Brunelliaceae in der Ordnung der Sauerkleeartigen (Oxalidales) innerhalb der Bedecktsamigen Pflanzen (Magnoliophyta). Spanische Trivialnamen sind Cedrillo oder Crespilla.

## Vorkommen
Sie sind eine Familie mit rein neotropischer Verbreitung, sie kommen also nur in der Neuen Welt vor, mehr oder weniger in den Bergen Zentral- und Südamerikas von Mexiko bis Bolivien und auf den Karibischen Inseln.

## Beschreibung
Die Brunellia-Arten sind immergrüne, hohe Bäume. Die meist gegenständig oder seltener quirlig an den Zweigen angeordneten Laubblätter sind selten einfach, meist ein- oder mehrteilig gefiedert. Die Nebenblätter sind klein.
Es werden zymöse oder rispige Blütenstände gebildet. Die kleinen, radiärsymmetrischen, meist vier- bis fünfzähligen Blüten sind zwittrig oder eingeschlechtig. Wenn die Blüten eingeschlechtig sind, dann sind die Pflanzen zweihäusig getrenntgeschlechtig (diözisch). Die Blütenhülle besteht aus nur (vier bis acht) meist fünf an der Basis verwachsenen Blütenhüllblättern. Es sind zwei Kreise mit je vier oder fünf (selten sieben) freien, fertilen Staubblättern vorhanden. Die meist vier bis fünf (zwei bis acht) Fruchtblätter sind frei.
Die Frucht setzt sich aus mehreren haarigen Balgfrüchte zusammen, die jeweils nur einen bis zwei Samen enthalten.

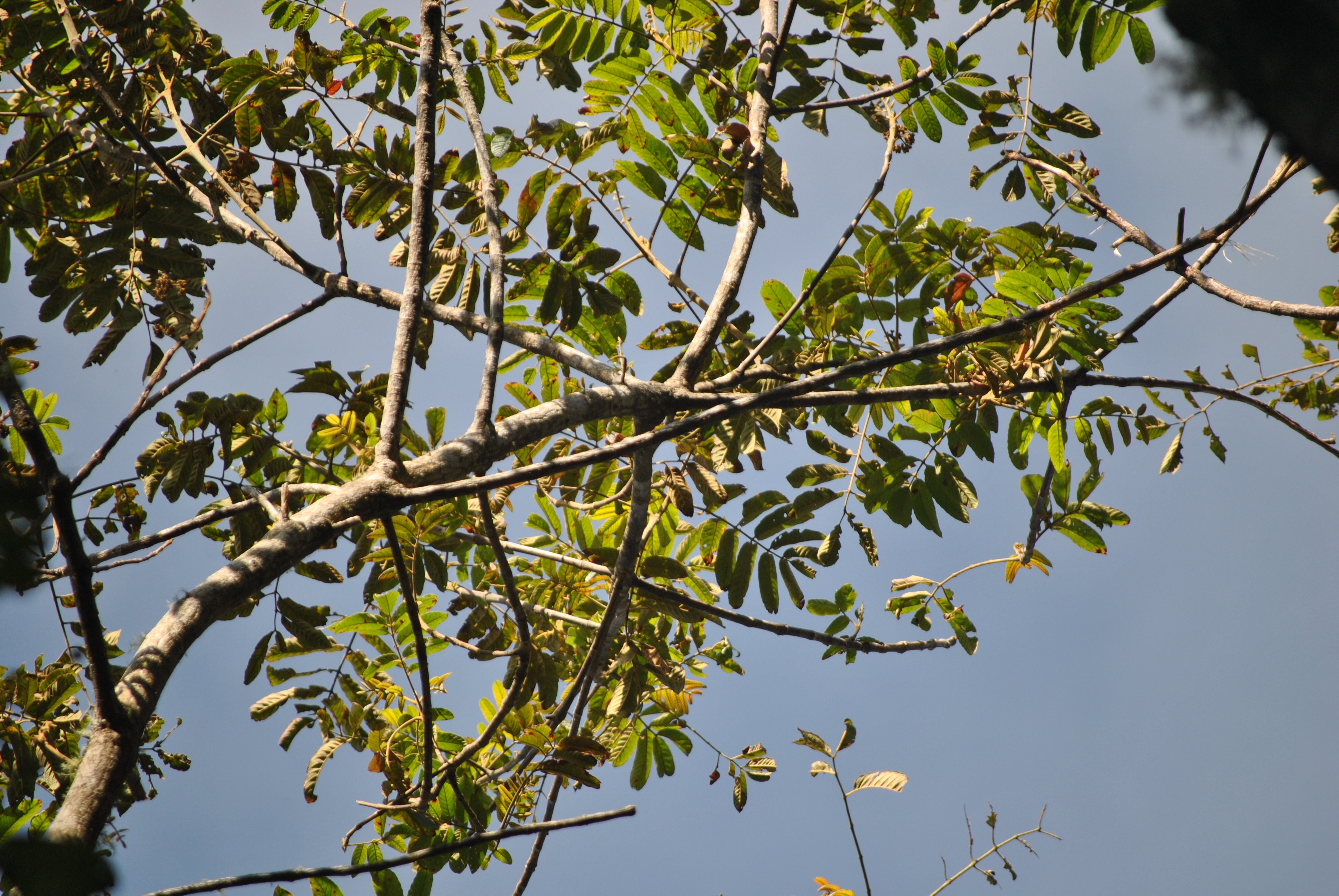
Brunellia comocladiifolia

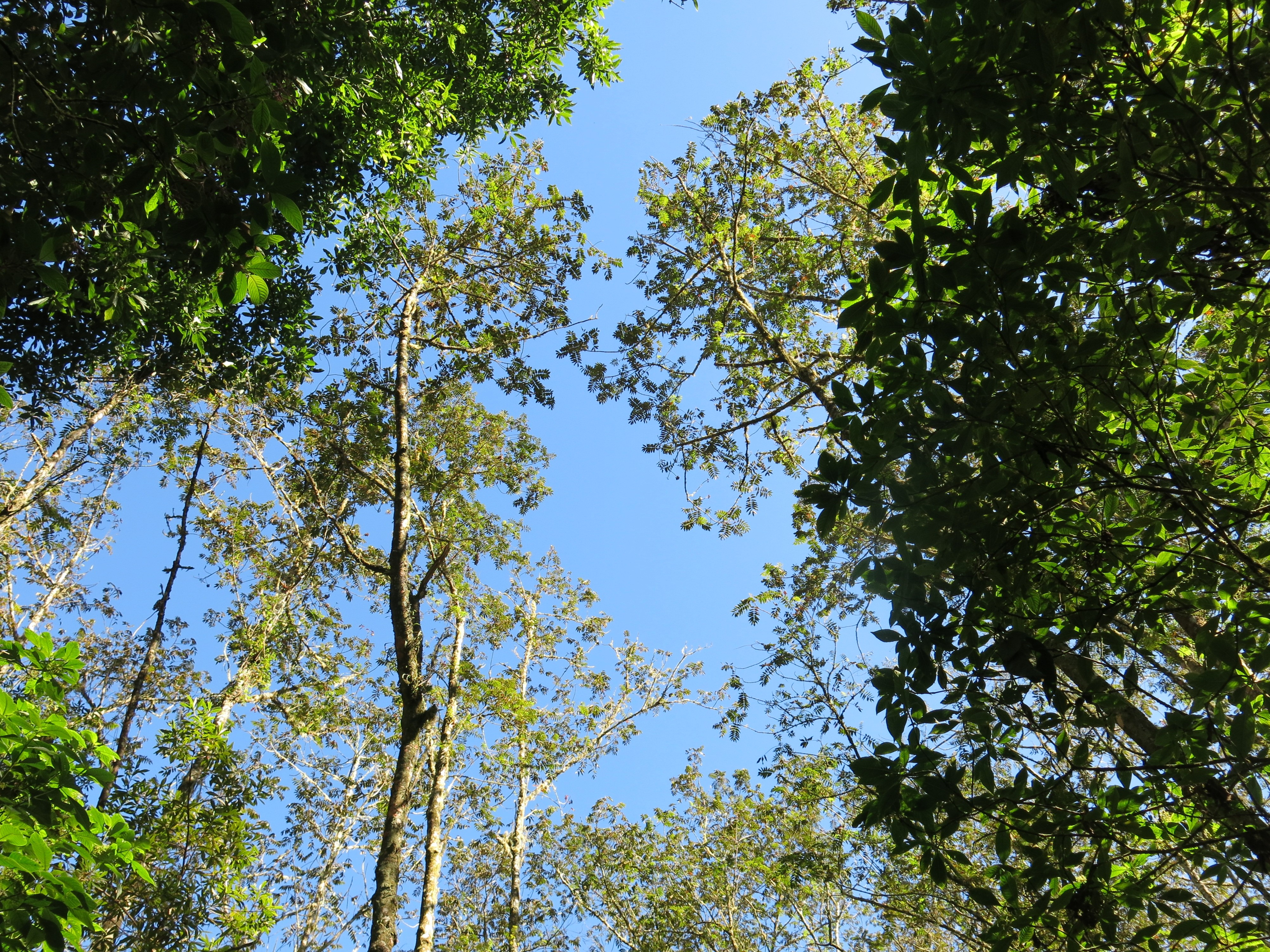
Brunellia comocladiifolia

## Systematik
Am nächsten verwandt sind die Cephalotaceae Dum. mit ihrer einzigen fleischfressenden Art Cephalotus follicularis.
In der Gattung Brunellia und damit in der Familie gibt es etwa 55 bis 64 Arten. Hier die Artenauflistung gemäß der World Checklist of Selected Plant Families der Royal Botanic Gardens in Kew:
- Brunellia acostae Cuatrec., Phytologia 4: 484 (1954): Panama bis Ecuador.[1]
- Brunellia acutangula Bonpl. in F.W.H.A.von Humboldt & A.J.A.Bonpland, Pl. Aequinoct. 1: 216 (1808) (Syn.: Brunellia espinalii Cuatrec.): Östliches Kolumbien bis westliches Venezuela.[1]
- Brunellia amayensis C.I.Orozco, Caldasia 15(71-75): 177 (1986): Kolumbien.[1]
- Brunellia boliviana Britton ex Rusby, Mem. Torrey Bot. Club 3(3): 13 (1893): Bolivien.[1] Mit den Varietäten:
  - Brunellia boliviana var. boliviana.
  - Brunellia boliviana var. brittonii (Rusby) Cuatrec., Fl. Neotrop. Monogr. 2(Suppl.): 79 (1985).
- Brunellia boqueronensis Cuatrec., Fl. Neotrop. Monogr. 2: 174 (1970): Kolumbien.[1]
- Brunellia briquetii Baehni, Candollea 7: 361 (1938): Nördliches Peru.[1]
- Brunellia brunnea J.F.Macbr., Candollea 5: 361 (1934): Peru.[1]
- Brunellia cayambensis Cuatrec., Fl. Neotrop. Monogr. 2: 115 (1970): Südliches Kolumbien bis nördliches Ecuador.[1]
- Brunellia comocladiifolia Bonpl. in F.W.H.A.von Humboldt & A.J.A.Bonpland, Pl. Aequinoct. 1: 211 (1808). Mit den Unterarten:
  - Brunellia comocladiifolia subsp. boyacensis Cuatrec., Fl. Neotrop. Monogr. 2: 67 (1970): Kolumbien.[1]
  - Brunellia comocladiifolia subsp. comocladiifolia: Südliches Kolumbien bis nördliches Ecuador.[1]
  - Brunellia comocladiifolia subsp. cubensis Cuatrec., Fl. Neotrop. Monogr. 2: 77 (1970): Östliches Kuba.[1]
  - Brunellia comocladiifolia subsp. cundinamarcensis Cuatrec., Fl. Neotrop. Monogr. 2: 68 (1970): Kolumbien.[1]
  - Brunellia comocladiifolia subsp. domingensis Cuatrec., Fl. Neotrop. Monogr. 2: 74 (1970): Hispaniola bis Puerto Rico.[1]
  - Brunellia comocladiifolia subsp. funckiana (Tul.) Cuatrec., Fl. Neotrop. Monogr. 2: 69 (1979): Venezuela.[1]
  - Brunellia comocladiifolia subsp. guadalupensis Cuatrec., Fl. Neotrop. Monogr. 2: 76 (1970): Guadeloupe.[1]
  - Brunellia comocladiifolia subsp. jamaicensis Cuatrec., Fl. Neotrop. Monogr. 2: 72 (1970): Jamaika.[1]
  - Brunellia comocladiifolia subsp. josephensis Cuatrec., Fl. Neotrop. Monogr. 2: 72 (1970): Costa Rica.[1]
  - Brunellia comocladiifolia subsp. ptariana (Steyerm.) Cuatrec., Fl. Neotrop. Monogr. 2: 70 (1970): Südliches Venezuela.[1]
- Brunellia costaricensis Standl., J. Wash. Acad. Sci. 17: 165 (1927): Costa Rica bis Panama.[1]
- Brunellia cutervensis Cuatrec., Fl. Neotrop. Monogr. 2(Suppl.): 64 (1985): Peru.[1]
- Brunellia cuzcoensis Cuatrec., Fl. Neotrop. Monogr. 2: 143 (1970): Peru.[1]
- Brunellia dichapetaloides J.F.Macbr., Candollea 5: 361 (1934): Peru.[1]
- Brunellia dulcis J.F.Macbr., Candollea 5: 362 (1934) (Syn.: Brunellia cuatrecasana C.I.Orozco): Westliches Kolumbien, Peru.[1]
- Brunellia ecuadoriensis Cuatrec., Fieldiana, Bot. 27: 77 (1951): Ecuador.[1]
- Brunellia elliptica Cuatrec., Revista Acad. Colomb. Ci. Exact. 5: 35 (1942): Nordöstliches Kolumbien.[1]
- Brunellia ephemeropetala C.I.Orozco & Á.J.Pérez, Phytotaxa 311(3): 266 (2017): Ecuador.[1]
- Brunellia farallonensis Cuatrec., Fl. Neotrop. Monogr. 2: 169 (1970): Westliches Kolumbien.[1]
- Brunellia foreroi C.I.Orozco, Mutisia 50: 4 (1981): Westliches Kolumbien bis Ecuador.[1]
- Brunellia glabra Cuatrec., Phytologia 4: 485 (1954): Westliches Kolumbien.[1]
- Brunellia goudotii Tul., Ann. Sc. Nat., Bot., III, 7: 270 (1847): Kolumbien.[1]
- Brunellia hexasepala Loes., Bot. Jahrb. Syst. 37: 531 (1906): Peru.[1]
- Brunellia hygrothermica Cuatrec., Fieldiana, Bot. 27: 76 (1951): Westliches Kolumbien bis Ecuador.[1]
- Brunellia inermis Ruiz & Pav., Fl. Peruv. Prodr. 4: 71 (1794): Ecuador und Peru.[1]
- Brunellia integrifolia Szyszyl., Rozpr. Akad. Umiejetn., Wydz. Mat.-Przyr. 27: 141 (1894). Mit zwei Unterarten:
  - Brunellia integrifolia subsp. integrifolia: Kolumbien und Venezuela.[1]
  - Brunellia integrifolia subsp. mollis (Cuatrec.) Cuatrec., Fl. Neotrop. Monogr. 2: 122 (1970): Kolumbien.[1]
- Brunellia latifolia Cuatrec., Caldasia 3: 427 (1945): Kolumbien.[1]
- Brunellia littlei Cuatrec., Phytologia 4: 482 (1954). Mit zwei Unterarten:
  - Brunellia littlei subsp. caucana Cuatrec., Fl. Neotrop. Monogr. 2(Suppl.): 74 (1985): Kolumbien (Valle del Cauca)[1]
  - Brunellia littlei subsp. littlei: Kolumbien bis Ecuador, westliches Bolivien.[1]
- Brunellia macrophylla Killip & Cuatrec., Revista Acad. Colomb. Ci. Exact. 5: 36 (1942) (Syn.: Brunellia almaguerensis Cuatrec.): Östliches Kolumbien.[1]
- Brunellia mexicana Standl., J. Wash. Acad. Sci. 17: 166 (1927): Zentrales Mexiko bis Nicaragua.[1]
- Brunellia morii Cuatrec., Fl. Neotrop. Monogr. 2(Suppl.): 59 (1985): Panama.[1]
- Brunellia neblinensis Steyerm. & Cuatrec., Ann. Missouri Bot. Gard. 74: 635 (1987): Venezuela.[1]
- Brunellia occidentalis Cuatrec., Caldasia 3: 427 (1945): Kolumbien.[1]
- Brunellia oliveri Britton, Bull. Torrey Bot. Club 16: 160 (1889): Bolivien.[1]
- Brunellia ovalifolia Bonpl. in F.W.H.A.von Humboldt & A.J.A.Bonpland, Pl. Aequinoct. 1: 216 (1808): Ecuador bis Peru.[1]
- Brunellia pallida Cuatrec., Revista Acad. Colomb. Ci. Exact. 4: 342 (1941): Südliches Kolumbien.[1]
- Brunellia pauciflora Cuatrec. & C.I.Orozco, Caldasia 16(79): 453 (1991 publ. 1992): Ecuador.[1]
- Brunellia penderiscana Cuatrec., Fl. Neotrop. Monogr. 2: 154 (1970): Kolumbien.[1]
- Brunellia pitayensis Cuatrec., Fl. Neotrop. Monogr. 2(Suppl.): 89 (1985): Kolumbien.[1]
- Brunellia propinqua Kunth in F.W.H.A.von Humboldt, A.J.A.Bonpland & C.S.Kunth, Nov. Gen. Sp. 7: 45 (1824) (Syn.: Brunellia colombiana Cuatrec.): Kolumbien.[1]
- Brunellia putumayensis Cuatrec., Revista Acad. Colomb. Ci. Exact. 4: 342 (1941): Südliches Kolumbien.[1]
- Brunellia racemifera Tul., Ann. Sc. Nat., Bot., III, 7: 269 (1847): Kolumbien.[1]
- Brunellia rhoides Rusby, Bull. New York Bot. Gard. 4: 310 (1907): Bolivien.[1]
- Brunellia rufa Killip & Cuatrec., Revista Acad. Colomb. Ci. Exact. 4: 341 (1941): Östliches Kolumbien.[1]
- Brunellia sibundoya Cuatrec., Revista Acad. Colomb. Ci. Exact. 5: 35 (1942) (Syn.: Brunellia antioquensis (Cuatrec.) Cuatrec., Brunellia coroicoana Cuatrec., Brunellia sibundoya subsp. sebastopola Cuatrec.): Kolumbien bis westliches Bolivien.[1]
- Brunellia standleyana Cuatrec., Fl. Neotrop. Monogr. 2: 108 (1970): Costa Rica bis Kolumbien.[1]
- Brunellia stenoptera Diels, Notizbl. Bot. Gart. Berlin-Dahlem 15: 45 (1940): Ecuador und Peru.[1]
- Brunellia stuebelii Hieron., Bot. Jahrb. Syst. 21: 317 (1895): Kolumbien.[1]
- Brunellia subsessilis Killip & Cuatrec., Phytologia 4: 483 (1954): Kolumbien.[1]
- Brunellia susaconensis (Cuatrec.) C.I.Orozco, Phytoneuron 2015-22: 2 (2015) (Syn.: Brunellia propinqua subsp. susaconensis Cuatrec.): Kolumbien.[1]
- Brunellia tomentosa Bonpl. in F.W.H.A.von Humboldt & A.J.A.Bonpland, Pl. Aequinoct. 1: 214 (1808): Südwestliches Kolumbien bis Ecuador.[1]
- Brunellia trianae Cuatrec., Caldasia 3: 429 (1945): Kolumbien.[1]
- Brunellia trigyna Cuatrec., Revista Acad. Colomb. Ci. Exact. 5: 34 (1942): Östliches Kolumbien bis nordwestliches Venezuela.[1]
- Brunellia velutina Cuatrec., Fieldiana, Bot. 27: 75 (1951) (Syn.: Brunellia hiltyana Cuatrec.): Westliches Kolumbien.[1]
- Brunellia weberbaueri Loes., Bot. Jahrb. Syst. 37: 532 (1906): Peru.[1]
- Brunellia zamorensis Steyerm., Phytologia 9: 344 (1963): Ecuador.[1]